# 고인호
고인호(미상 ~ )은 조선민주주의인민공화국의 정치인이다. 전 조선로동당 중앙위원회 위원 겸 내각 부총리, 농업상이다.

## 경력
1997년 만경대구역 당 조직대표와 1998년 만경대구역 국영농장 지배인을 거쳐 2003년 평양시 농촌경리위원회 위원장으로 승진했다. 2016년 6월, 내각 부총리직 겸 농업상에 임명되었다. 2017년 10월, 조선로동당 중앙위원회 위원으로 선출되었다.

## 최고인민회의 대의원
2003년 8월, 최고인민회의 제11기 대의원과 2009년 3월 제12기 대의원을 지냈다.

## 기타
2018년 8월, 김영춘 사망 당시에 국가장의위원회 위원을 맡았다.